# Záblatí (Bohumín)

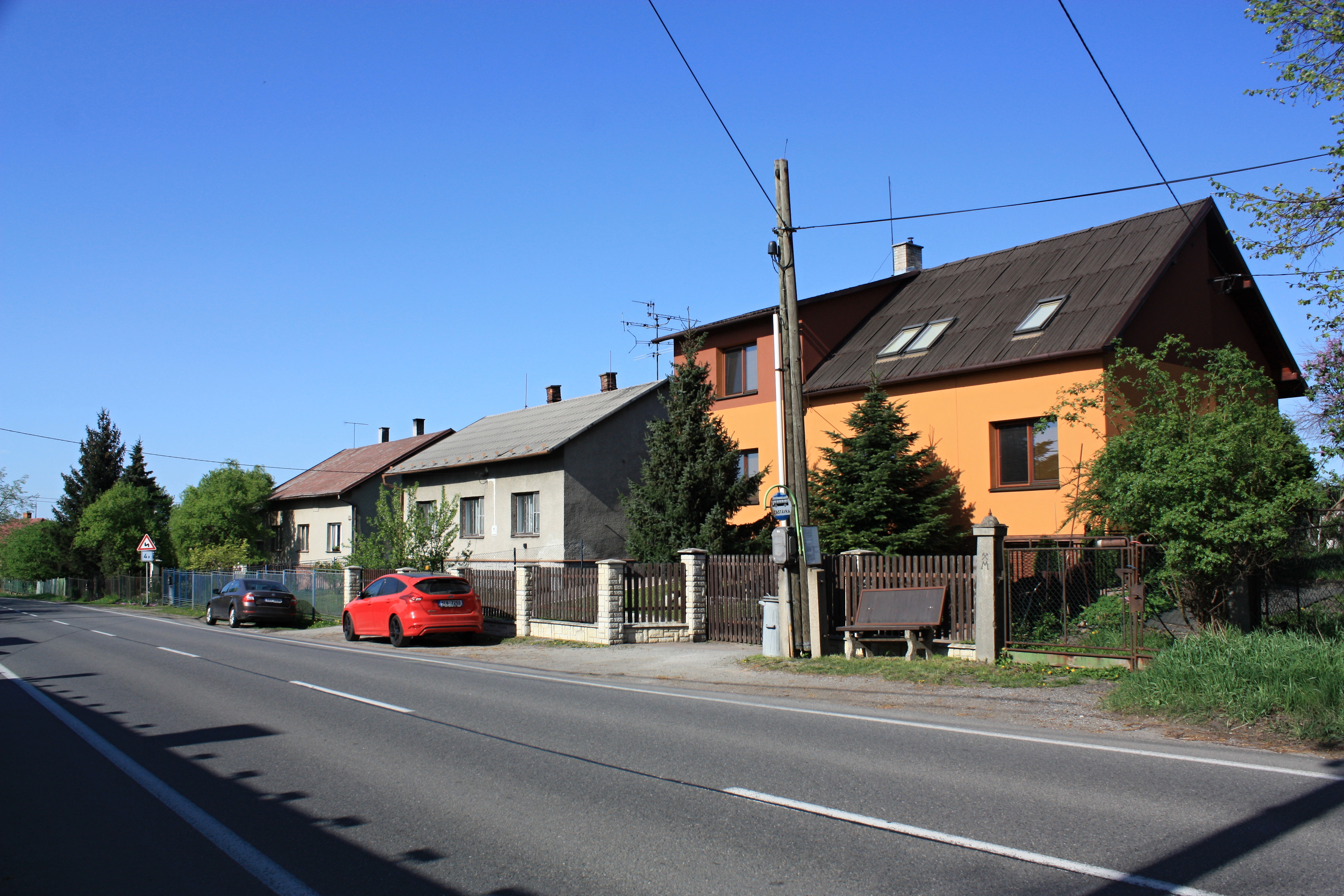
Straße Bezručova

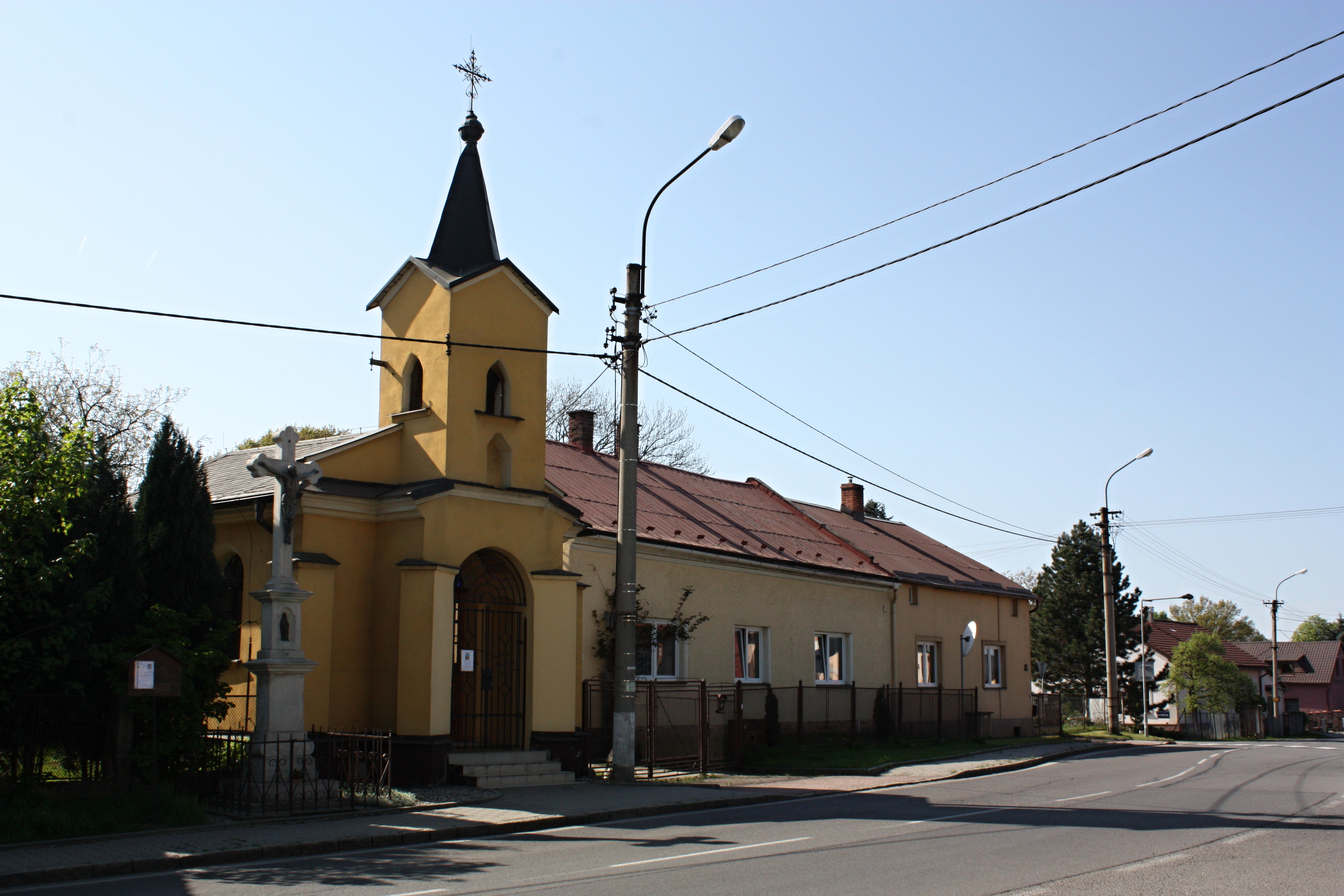
Kapelle des hl. Johannes von Nepomuk

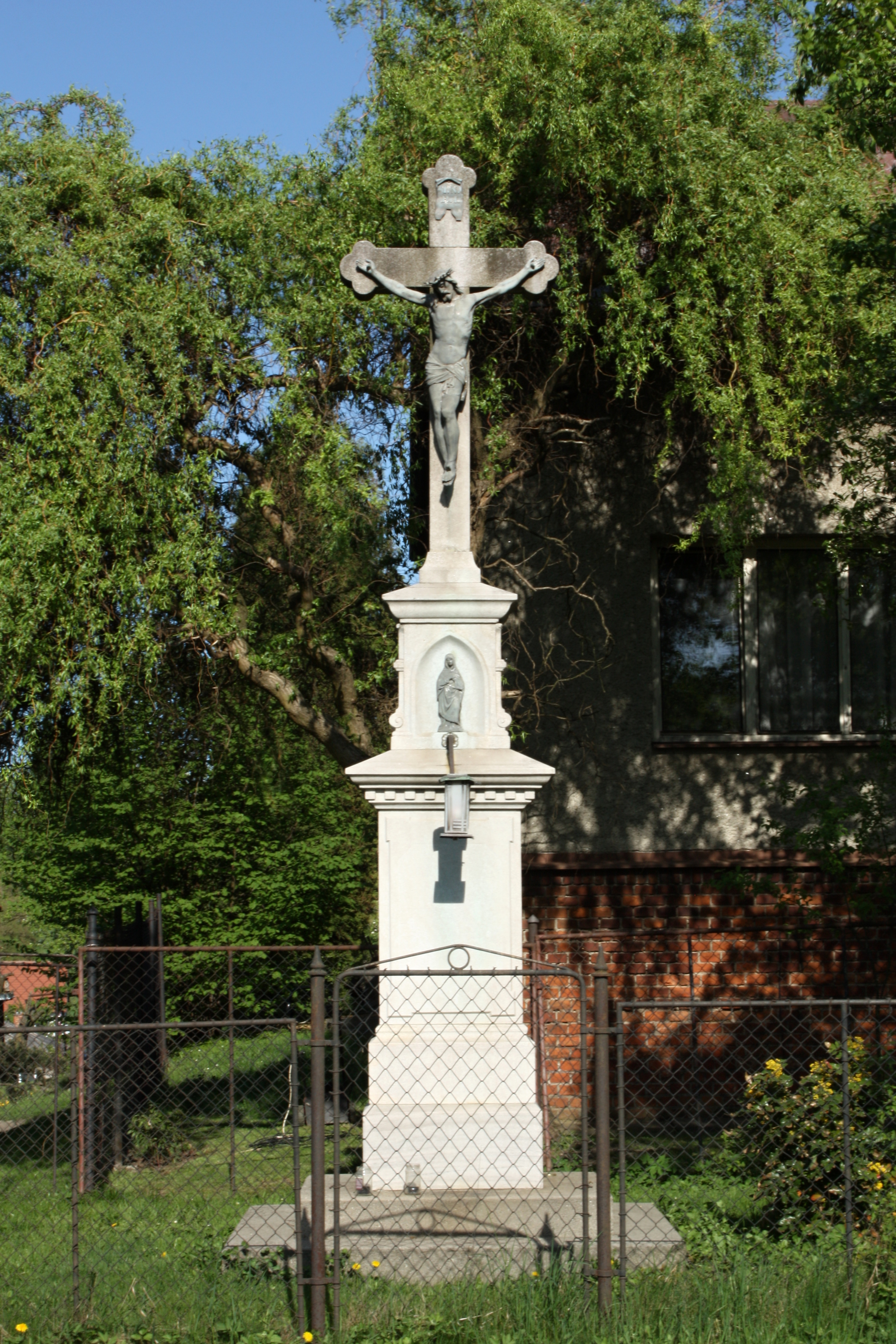
Wegkreuz an der Bezručova

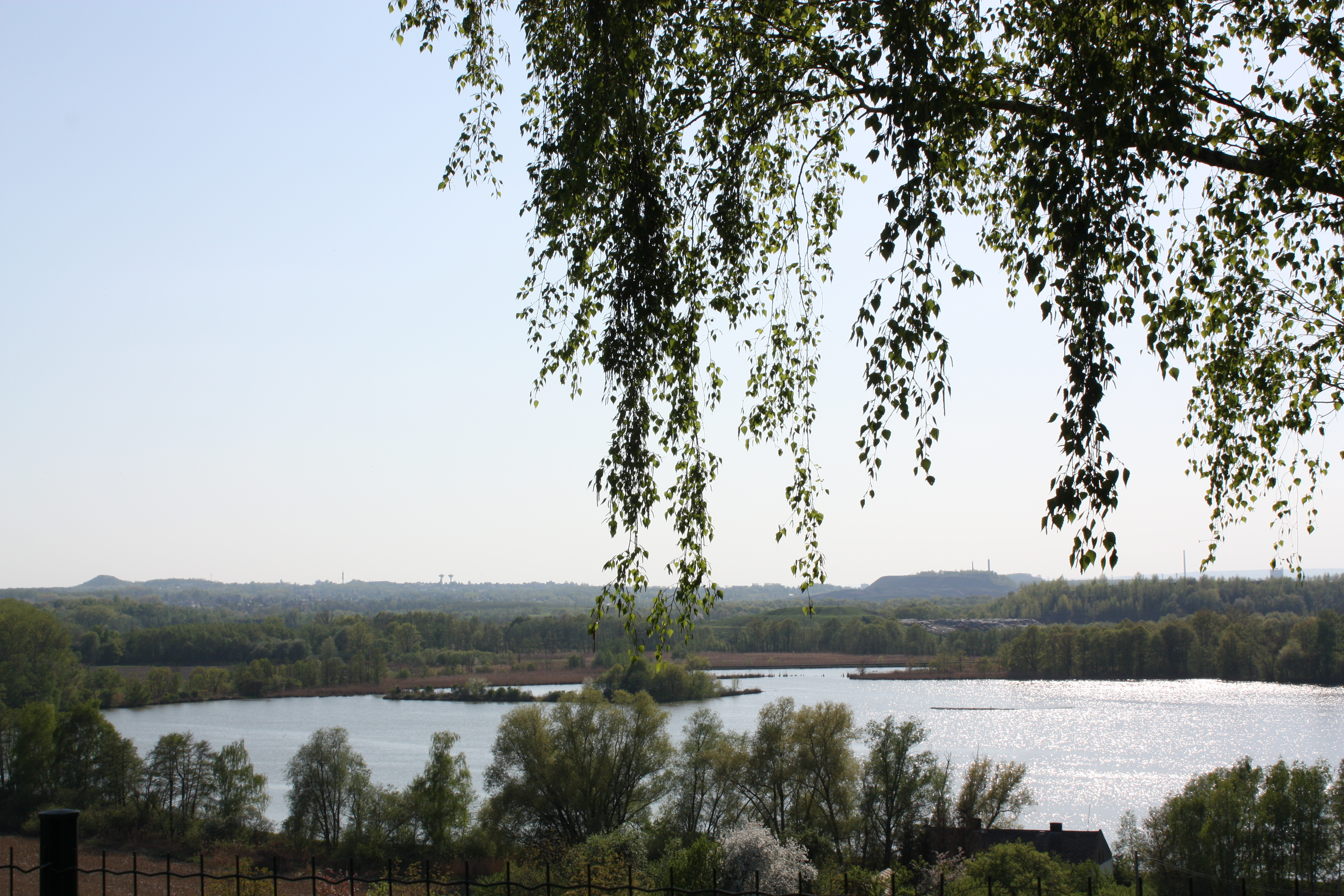
Záblatský rybník

Záblatí (deutsch Zablacz, 1939–45 Sablath, polnisch Zabłocie) ist ein Ortsteil der Stadt Bohumín (Oderberg) in Tschechien. Das Dorf liegt zweieinhalb Kilometer südöstlich von Nový Bohumín (Neu-Oderberg) und gehört zum Okres Karviná.

## Geographie
Záblatí befindet sich auf einem Höhenrücken im Ostrauer Becken. Westlich des Dorfes liegt der Záblatský rybník, südwestlich der Nový stav; beide Teiche sind, zusammen mit weiteren, Teil des ausgedehnten Naturdenkmals Heřmanický rybník. Die westliche Gemarkungsgrenze bildet der Bach Bohumínská stružka (Struschka). Am östlichen Ortsrand verläuft die Staatsstraße II/471 zwischen Skřečoň (Skrzeczon) und Rychvald (Reichwaldau).
Nachbarorte sind Skřečoň im Norden, Dolní Lutyně (Deutschleuten) im Nordosten, Zbytky im Osten, Lutyně (Polnischleuten), Kozí Hůrka und Jarošovice im Südosten, Rychvald im Süden, Heřmanice (Herzmanitz) und Hrušov (Hruschau) im Südwesten, Vrbice (Wirbitz), Kolonie Vysoká pec und Pudlov (Pudlau) im Westen sowie Nový Bohumín im Nordwesten.

## Geschichte
Reichhaltige archäologische Funde in den Fluren Na Pískách und Na Úvoze belegen, dass der Rücken am Rande der Odersümpfe bereits während der Steinzeit besiedelt war.
Die erste schriftliche Erwähnung des Dorfes Zablocie erfolgte im Jahre 1229 in einer Bulle des Papstes Gregor IX., der darin der Benediktinerabtei Tyniec ihren Besitz in der Gegend von Orlau bestätigte. Der Ortsname leitet sich von der Lage her; das aus zwölf hölzernen Chaluppen um einen Gemeindebrunnen errichtete Dorf lag „za blátem“ bzw. „za błotem“ (hinter dem Sumpf; die Unterscheidung zwischen tschechischen bláto und polnischen błoto geht auf die slawistische Gruppe *tlot // *tlat zurück, die tschechische Form tauchte erstmals im Jahr 16. Jahrhundert auf und wie im Fall von Zablatsch an der Weichsel war die Basis für den eingedeutschten Namen), der sich über die Gegend von Skřečoň und Šunychl erstreckte. Ab 1268 gehörte Záblatí zu den Gütern des neu gründeten Benediktinerklosters Orlau. Im Zuge der Teilung des Herzogtums Oppeln gelangte das Dorf 1281 an das Herzogtum Teschen.
Zum Ende des 15. Jahrhunderts setzte ein Ausverkauf der Güter des verschuldeten Benediktinerklosters Orlau ein. Herzog Kasimir II. verzichtete 1502 gegenüber Peter Osinský von Žitná, dem der Abt Johann IV. im Jahre 1491 bereits Vrbice und Heřmanice veräußert hatte, auf sein Vorrecht im Falle eines Verkaufs von Zablacie. Der nachfolgende Abt Andreas verpfändete Zablacie mit einer Mühle, zwei Bauern, Häuslern, Schustern und Bäckern, einem Wirtshaus, einem Teich, einem Wald und weiterem Zubehör 1505 für 100 Gulden an Osinský. Lediglich die Zehnteinnahmen verblieben beim Kloster. Diese veräußerte der nächste Abt Vincenc 1527 für 40 Goldmünzen befristet dem Johann Sedlnitzky von Choltitz auf Polnisch Ostrau. Zwischen 1528 und 1529 erlangte das Benediktinerkloster – wahrscheinlich durch Auslösung – das Dorf zurück. Ab 1530 fiel auch der Zehnt wieder dem Kloster zu, das ihn im März desselben Jahres wieder an Johann Sedlnitzky veräußerte. Am 12. Dezember 1532 kaufte der Landeshauptmann des Herzogtums Teschen auch das Dorf für 436 Gulden; aus der Kaufsumme beglich das Kloster eine Schuld von 200 Gulden gegenüber der Mutter-Gottes-Kirche in Ratibor.
Im Jahre 1723 gehörte das Gut Zablatsch einem Herrn von Hildebrand, ihm folgte ein Herr von Grohmann. Später erwarben die Freiherren von Moennich das Gut. Anna Freiin von Moennich heiratete 1790 Johann Graf Larisch, Freiherr von Ellgoth und Karwin (1766–1820). Mit ihrem Vater, Johann Wenzel Freiherr von Moennich, erlosch das Geschlecht von Moennich im Mannesstamme, so dass 1791 die Namens- und Wappenvereinigung zu einem Geschlecht Larisch-Moennich erfolgte. Das im 18. und 19. Jahrhundert gebräuchliche Ortssiegel zeigte ein Weberschiffchen, einen Pflughaken und eine Schere.
Um 1800 umfasste das Gut Zablatsch bzw. Zoblotzy das gleichnamige, aus 53 Häusern mit 280 schlesisch-mährisch-sprachigen Bewohnern und einem Meierhof bestehende Dorf sowie die den einschichtigen Meierhof Zalas. Pfarrort war Reichenwaldau. Am 1. Mai 1847 wurde nordwestlich von Zablacz im Oderberger Wald auf den Fluren von Schönichel der vorläufige Endbahnhof Oderberg der Kaiser Ferdinands-Nordbahn eröffnet. Bis zur Mitte des 19. Jahrhunderts blieb das Gut im Besitz der Grafen Larisch-Moennich.
Nach der Aufhebung der Patrimonialherrschaften bildete Zablacz ab 1850 eine Gemeinde im Gerichtsbezirk Oderberg und Bezirk Friedek. 1868 wurde das Dorf dem Bezirk Freistadt zugeordnet. Im Jahre 1869 bestand Zablacz aus 75 Häusern und hatte 552 Einwohner. Der tschechische Ortsname Záblatí wurde in den 1870er Jahren eingeführt. 1875 erfolgte der Bau einer Schule. Mit dem Ausbau des Bahnhofs Oderberg zum Eisenbahnknoten ging auch die Errichtung einer neuen Siedlung nordwestlich des Bahnhofs einher; an der auf Zablacz zu gelegenen Seite der Bahnstrecke siedelten sich Industriebetriebe an. Infolgedessen setzte im letzten Viertel des 19. Jahrhunderts auch in Zablacz eine deutliche Ortserweiterung ein. Im Jahre 1900 hatte Zablacz 1090 Einwohner, 1910 waren es bereits 1518. 1912 wurde ein neues Schulhaus eröffnet. In Kočendovec wurde eine Dampfziegelei und eine Schamottewarenfabrik betrieben, ansonsten blieb Zablacz weiterhin ländlich geprägt.
Nach dem Ersten Weltkrieg zerfiel der Vielvölkerstaat Österreich-Ungarn, das Gebiet des Bezirks wurde strittig. Nach dem Polnisch-Tschechoslowakischen Grenzkrieg sowie der Entscheidung des Botschafterrats der Siegermächte vom 28. Juli 1920 fiel Záblatí der Tschechoslowakischen Republik zu. Beim Zensus von 1921 lebten in den 189 Häusern der Gemeinde Záblatí 1839 Personen, darunter 1209 Tschechen, 178 Deutsche, 129 Polen und 4 Juden.
1930 lebten in den 248 Häusern von Záblatí 1854 Personen.
Nach dem Münchner Abkommen wurde Zabłocie im Oktober 1938 von Polen besetzt und der Woiwodschaft Schlesien zugeschlagen. Ein Jahr später erfolgte die Besetzung durch das Deutsche Reich; bis 1945 gehörte Sablath zum Landkreis Teschen. Nach dem Ende des Zweiten Weltkrieges kam die Gemeinde zur wiedererrichteten Tschechoslowakei zurück. 1949 wurde Záblatí Teil des neu gebildeten Okres Ostrava-okolí. Im Jahre 1950 bestand Záblatí aus 274 Häusern und hatte 1418 Einwohner. In der zweiten Hälfte des 20. Jahrhunderts wurde am Hügel Baginec – an der Gemarkungsgrenze zu Nový Bohumín – eine neue Siedlung errichtet, in der auch einige Wohnblöcke in Plattenbauweise entstanden. Im Zuge der Gebietsreform von 1960 wurde Záblatí dem Okres Karviná zugeordnet. 1970 lebten in den 330 Häusern von Záblatí 1562 Personen. Zum 1. Oktober 1974 wurde Záblatí nach Bohumín eingemeindet. 1991 lebten in den 387 Häusern von Záblatí 1452 Personen. Beim Zensus von 2011 hatte der Ortsteil 2195 Einwohner und bestand aus 442 Wohnhäusern.

## Ortsgliederung
Zu Záblatí gehören die Ortslagen Kočendovec und Pod Bagincem. Grundsiedlungseinheiten sind Pod Bagincem (51 Häuser, 973 Einwohner) und Záblatí (391 Häuser, 1222 Einwohner).
Der Ortsteil bildet den Katastralbezirk Záblatí u Bohumína.

## Sehenswürdigkeiten
- Kapelle des hl. Johannes von Nepomuk, errichtet 1895. Sie wurde 2005 saniert.
- Alte Schule, errichtet 1875. Heute wird sie als Kindergarten genutzt.
- Mehrere Wegkreuze
- Statuette der hl. Anna in der Straße Anenská. Sie wurde 2004 vom Bohumíner Schnitzer Šimon Pohl für den verwaisten Sockel geschaffen und am 23. Oktober 2004 geweiht.
- Gedenksteine für die Gefallenen des Ersten Weltkrieges, die Opfer des Nationalsozialismus, die gefallenen Rotarmisten und das 740. Ortsjubiläum